# 인터넷 텔레비전
인터넷 텔레비전(Internet television)은 인터넷을 통해 배급되는 디지털 배급 텔레비전 서비스이다. 간단히 인터넷 TV, 온라인 TV라고도 부르지만 웹 텔레비전, 인터넷 프로토콜 텔레비전(IPTV)과는 다르다. 일부 인터넷 텔레비전은 방송 후 일정 기간 동안 주문형 비디오로 감상할 수 있는 캐치 업 TV로도 알려져 있다.

## 역사
영화 감독 Angelos Diamantoulakis가 2005년에 개발한 그리스 인터넷 텔레비전 Tv온라인(Tvonline)이 세계 최초의 웹 TV이다.

## 같이 보기
- 홈시어터 PC
- IPTV
- 디지털 텔레비전